# David ben Joseph ibn Yahya
Ne doit pas être confondu avec David ben Shlomo ibn Yahya.
David ben Joseph ibn Yahya est un rabbin, grammairien et philosophe des XVe et XVIe siècles (Lisbonne, 1465 - Imola 1543). 

## Éléments biographiques
David ibn Yahya naît à Lisbonne où son père, Don Joseph, fait partie des intimes d’Alphonse V, qui l’appelle « le Juif sage. ». Il étudie auprès de David ben Shlomo ibn Yahya qui rédige à son intention le Leshon Limmoudim et le Shekel Hakodesh, manuels de grammaire et poésie respectivement.
Lorsque Jean II décide d’appliquer la politique des Rois catholiques au Portugal afin d’épouser leur fille, les Ibn Yahya sont contraints d’émigrer en Italie en 1496. Après de nombreuses péripéties narrées par son petit-fils Guedalya dans son Shalshelet hakabbala, David ibn Yahya devient, en 1518, rabbin de Naples et le demeure jusqu'à l’expulsion des Juifs du royaume de Naples en 1540. 
Il s'illustre par le soin dont il entoure sa congrégation et les Juifs d’ailleurs : en 1533, il joue un rôle majeur dans le rachat de captifs juifs de Tunis débarqués à Naples ; sa propre congrégation ayant épuisé ses moyens, il lance un appel aux communautés de Gênes, de Lombardie, de Montferrat et de Bologne. Il parvient aussi à repousser l’expulsion des Juifs de Naples, prévue en 1534, de six ans.

## Œuvre
David ibn Yahya correspondait avec Meïr de Padoue, la principale autorité rabbinique italienne de son temps, qui prononcera son éloge funèbre. 
Il a écrit divers traités de grammaire et de philosophie que son petit-fils Guedalya signale posséder en manuscrit. Il comptait parmi ses élèves l’hébraïsant chrétien Albert Widmannstadt, également disciple de Johann Reuchlin, et avait rédigé des copies de plusieurs ouvrages philosophiques, David Kaufmann possédant sa copie du Makassid de Ghazali.

## Source
- Cet article contient des extraits de l'article « David ibn Yahya » par Richard Gottheil & Ismar Elbogen de la Jewish Encyclopedia de 1901–1906 dont le contenu se trouve dans le domaine public.